# 연애 게임
연애 게임(戀愛game, 일본어: 恋愛ゲーム 렌아이게무[*])은 등장하는 캐릭터와 게임 세계 안에서 가상 연애를 체험하는 게임이다. 좁은 의미로는 연애 자체가 목적인 게임을 가리킨다.